# Moriz von Miller
Moriz Miller, desde 1840 von Miller, (* 10 de marzo de 1792 en Stuttgart; † 5 de octubre de 1866 ibíd.) fue un general de infantería de Wurtemberg y ministro de guerra.

## Biografía
Moriz Miller se convirtió en teniente del ejército de Wurtemberg a la edad de 15 años y participó en la guerra de 1809 en el estado mayor de Wurtemberg. Después de la batalla de Abensberg, fue galardonado con la Orden al Mérito Militar. Participó en la campaña de Rusia. Sufrió una herida en Smolensk y recibió la Cruz de la Legión de Honor. Participó en las campañas de las guerras de liberación de 1813 y 1814 como comandante de compañía, y en 1815 como ayudante de una división de infantería. Durante los años de paz ascendió al rango de mayor general y de 1838 a 1847 dirigió el estado mayor general de Wurtemberg. Como jefe del estado mayor general, creó el cuerpo de ingenieros de campo y promovió acuerdos en el 8.º cuerpo del Ejército Federal sobre regulaciones. En 1848 fue nombrado General del Reich por la Asamblea Nacional en Frankfurt, pero se negó a obedecer y dejó que el rey Guillermo I desde Wurtemberg dirigiera las tropas que disolvieron el parlamento que quiso instalarse en Stuttgart. En el mismo año se trasladó a Schleswig-Holstein como comandante de la división formada por las tropas de Wurtemberg, Baden y Hesse. En 1849 comandó a la fuerza expedicionaria de Wurtemberg que reprimió la revolución en Baden. En 1850 asumió el liderazgo del Ministerio de Guerra. Abogó por numerosas reformas en los reglamentos y la administración, y trajo consigo una mejora en la situación económica de los oficiales y soldados. El día 19 de diciembre de 1864, el rey Carlos I lo nombró jefe del 4.º regimiento de infantería. Un año después, con motivo de su retiro, Miller fue nombrado general de infantería.

## Publicaciones
Miller ya se había hecho un nombre en 1822 al retratar la campaña de 1812. En 1829 y 1831 publicó las conferencias que dio como maestro en el instituto de entrenamiento de oficiales sobre tácticas aplicadas, en 1832 sobre el arte de la fortificación en relación con el servicio de ingenieros y pontones, así como sobre la fortificación permanente y el estudio del ataque y defensa de emplazamientos fijos.

## Condecoraciones
Miller recibió durante su vida las siguientes distinciones de Wurtemberg:
- 1840 Gran Cruz de la Orden de Federico.
- 1849 Gran Cruz de la Orden de la Corona de Wurtemberg
- 1857 Gran Cruz de la Orden al Mérito Militar de Wurtemberg

también contó con las siguientes distinciones:
- Gran Cruz de la Orden del León de Zähringer. Baden
- Gran Cruz de la Orden de Felipe el Magnánimo con espadas. Hesse
- Gran Cruz de la Gran Orden de Ludwig. Hesse
- Gran oficial de la Legión de Honor. Francia
- Orden del Águila roja de 2.ª Clase. Prusia.
- Orden al mérito militar Carlos-Federico. Baden
- Orden de San Vladimiro de 4.ª clase. Rusia